# ملاط السن

الملاط هي طبقة سطحية لجذر السن. ويعتبر الملاط كينون ديناميكي في دواعم السن، يربط بالعظم السنخي عن طريق أربطة دواعم السن مع النسيج الناعم لللثة عن طريق أليافها.

الملاط أو الإسمنت (بالإنجليزية: Cementum)‏ هو طبقة متكلسة تغطي جذر السن، تُنتج بواسطة خلايا تسمى أرومة ملاطية (بالإنجليزية: Cementoblast)‏ وتوجد في قلب الجذر، وتزداد سمكا في نهاية الجذر. هذه الخلايا تنشأ من خلايا متوسطة (بالإنجليزية: Mesenchymal Stem Cells)‏ في الأنسجة الضامة للحويصلة المحيطة بالسن. الملاط ألين من عاج السن ويتكون حوالي 45% إلى 50% من مواد غير عضوية (هيدروكسيل أباتيت) و50% إلى 55% من مواد عضوية. يتكون الجزء العضوي بشكل أساسي من الكولاجين وبروتينات عديدة التسكر. ألياف شاربي هي أجزاء لألياف كولاجينية أساسية لأربطة ما حول السن التي تربط بين الملاط والعظم وهذه الأربطة تثبت السن داخل العظم. والملاط طبقة لاوعائية.

## تطور الملاط
تُنتج بواسطة خلايا تسمى الخلايا المصورة للملاط وتوجد في جذر السن ويزداد سمكها عند قمة الجذر. هذه الخلايا تتطور من خلايا ميزانشيمية غير متمايزة في الأنسجة الضامة لجُرَيبٌ (مسام) أو كيس السِنِّ.
الملاط مختلف عن الخلايا المولدة للعاج أوالميناء التي لا تترك أجسام خلوية في إفرازاتها، خلال آخر خطوات من مرحلة المقاربة، العديد من الخلايا المصورة للملاط تصبح محاصرة بالملاط الذي تنتجه، تصبح خلايا ملاطية. وكذلك الملاط يشبه كثيرا العظم السنخي، كون الخلايا المصورة للعظم تحاصر بإفرازاتها لتصبح خلايا عظمية.
الملاط قادر على إصلاح نفسه لدرجة محددة وغير قابل للامتصاص تحت الظروف الطبيعية.

## ميزات الملاط
الملاط أقل تمعدنا من العاج قليلا ويحتوي على مواد غير عضوية بنسبة 45% - 50% (هيدروكسي أباتيت) من وزنها و50%-55% مواد عضوية وماء من وزنها. الجزء العضوي يتكون بشكل أساسي من الكولاجين والبروتينات السكرية. الملاط لا وعائي، يحصل على تغذيته عن طريق خلاياه المنطمرة المحيطة برباط دواعم السن الوعائية.
الملاط أصفر فاتح وأفتح قليلا من لون العاج. يحتوي على أعلى محتوى من الفلورايد من جميع الأنسجة الممعدنة. وأيضا الملاط قابل للنفاذ منه لمختلف المواد. يتكون بشكل مستمر في جميع مراحل الحياة بسبب أن كل طبقة جديدة من الملاط تتشكل للحفاظ على ربط سليم مثل الطبقة السطحية للملاط. الملاط في نهاية الجذر محاط بثقْبَة قِمِّيَّة وقد تمتد جزئيا للجدار الداخلي لنفَق اللُّب ( نَفَقُ جَذْرِ السِّن).

## تركيب الملاط
خلايا الملاط تكون محاصرة بالخلايا المصورة للملاط. كل خلية ملاطية توضع في فجوة (جمعها، فجوات)، تشبه النمط الملاحظ في العظم. أيضا هذه الفجوات تمتلك قنوات. على عكس التي تكون في العظم، القنوات التي تكون في الملاط لا تحتوي أعصاب، ولا تتشعب إلى الخارج. بدلا من ذلك، القنوات تترتب باتجاه الرباط السني السنخي وتحتوي على عملية تكون الخلايا الملاطية التي تعيش عن طريق الغذاء المنتشر من الرباط لأنه وعائي.
بعد مقاربة طبقات الملاط، الخلايا المصورة للملاط التي لا تكون محاطة بالملاط تصطف معا على طول سطح الملاط من الجهة الخارجية لتغطي الرباط حول السني. هذه الارومة الملاطية لها القدرة على تكوين طبقات متتابعة للملاط في حالة تضرر السن.
ألياف شاربي (العالم الذي اكتشف الخيوط سميت باسمه) هي جزء أساسي من خيوط الكولاجين للرباط السني السنخي محاصرة في الملاط والعظم السنخي لربط السن مع السنخ.

### الملتقى المينائي الملاطي
يلتقي الملاط مع الميناء ليشكل الملتقى المينائي الملاطي والذي يوجد عند عنق السن.
هناك ثلاثة أشكال ممكنة للاتصال في الملتقى المينائِي الملاطي، كانت النظرة التقليدية على وجود نوع معين من الالتقاء تهيمن في تجويف الفم. إلا أن جميع أشكال الملتقى المينائِي الملاطي قد تظهر في تجويف الفم وأيضا تظهر اختلاف كبير عندما تتتبع السن والمحيط به.

### الملتقى الملاطي العاجي
عندما تصل طليعة الملاط إلى أكبر سماكة تحتاجها، تحاط بالخلايا الملاطية لتتمعدن أو لتنضج ومن بعدها يعتبر ملاط. وحين مقاربة الملاط على العاج يتكون الملتقى الملاطي العاجي. هذه الواجهة ليست للتعريف السريري أو النسجي، الملاط والعاج هما أشهر المراحل الجنينية بعكس الميناء. الملتقى الملاطي العاجي يكون منطقة ناعمة في الأسنان الدائمة ويتصل الملاط مع العاج بشكل ثابت ولكن غير مفهوم بشكل مفصل.

### أنواع الملاط
يتشكل الملاط بنوعين: لا خلوي وخلوي وتكون الألياف إما داخلية أو خارجية حيث تشكل أربعة احتمالات للتكون، الملاط الأول الذي يتشكل في فترة تطور السن يكون لا خلوي وتكون الألياف خارجية للملاط. طبقة الملاط اللاخلوية تكون نسيج حيوي ولا تندمج الخلايا فيه وغالبا في النصف التاجي من الجذر، الملاط الخلوي يحدث بدقة أكثر في الجزء الذروي من الجذر.

## المرضيات (علم الأمراض)
قد يحدث إعادة امتصاص الجذر في الجزء الذروي، وأيضا إذا كانت عملية تركيب تقويم الأسنان مبالغ فيها والحركة سريعة جدا، ينصح الخبراء بالنوع الثالث من الملاط – الملاط غير الليفي – الذي قد يمتد للميناء في السن.
التكون المفرط للملاط في جذر السن هي حالة مرضية تسمى فرط تكون الملاط. سمك الملاط قد يزداد في نهاية الجذر حتى يعوض خوف تآكل سطح إطباق الأسنان وخلع السن.
عندما يظهر الملاط عن طريق تراجع اللثة، يحدث له تآكل عن طريق الاحتكاك بسبب قلة المعادن الذي يحتويه وقلة سمكه. العاج الداخلي الذي يظهر قد يؤدي إلى مشاكل مثل التلون الخارجي والحساسية المفرطة.
حدوث التسوس الملاطي يزداد مع العمر مثل تراجع اللثة بسبب مرض أو مرض في النسج حول السنية. حيث تعتبر حالة مزمنة تتشكل بشكل كبير وآفة سطحية ويغزو بشكل بطيء الملاط أولا ثم العاج ليسبب التهاب مزمن للب السن. لأن الألم السني يتأخر حتى يُكشف، العديد من الأمراض لا تشخص مبكرا، مما يتسبب في ارتفاع احتمالية خسارة السن وخسارة ترميم السن.
الملاطية هي أجسام متمعدنة من الملاط وجدت مرتبطة بالملاط على سطح السن أو تقع بشكل حر في الرباط السنخي السني. تتشكل من مقاربة الملاط حول الفتات الخلوي في رباط دواعم السن، ومن الممكن أن تصيب الرض المجهري لألياف شاربي. تصبح مرتبطة أو مندمجة من التقارب المستمر للملاط، ومن ثم قد تحتاج لعلاج الرباط السني السنخي، حيث تكتشف على الصور الاشعاعية.
قد يحفز الملاط ويظهر ذلك بالقرب من الموصل الملاطي المينائي. وتكون المجالات متماثلة لربط الملاط مع سطح الجذر، تشبه لآلئ الميناء. تحفيز الملاط ينتج من مقاربة الملاط للجذر بشكل غير منتظم. قد تظهر في بعض الحالات السريرية تمايز من قلح سني وقد يلاحظ على الصور الإشعاعية، بسبب أنها أنسجة قوية في الاسنان، ليس من السهل إزالتها، وقد تهدد النسج حول السنية.

### دراساتالحمض النووي
في دراسة مخبرية أولية في عام 2010 أظهرت بأن الملاط يمتلك خمسة أضعاف من كمية الحمض النووي للميتوكندريا بالمقارنة مع العاج. الأسنان أصبحت تستخدم بشكل كبير كمصدر للحمض النووي حتى تساعد للتعرف على بقايا الإنسان. استخلاص الحمض النووي وإنتاج التحليل الوراثي من الأنسجة يكون مختلف بشكل كبير جدا وقد يمتد بأن لا يتم التعرف عليه، وكمية الحمض النووي المتاحة في العاج قد تتأثر مع مرور العمر ومع الأمراض السنية، بينما الحمض النووي الموجود في الملاط لا يتأثر بذلك.